# Canal Grande davanti Santa Croce
Canal Grande davanti Santa Croce è un dipinto attribuito a Bernardo Bellotto. Eseguito probabilmente poco prima degli anni quaranta del settecento, è conservato nella National Gallery di Londra.

## Descrizione
La veduta raffigura il Canal Grande con alcune imbarcazioni, fra cui il Burchiello, che effettuava il collegamento fra Venezia e Padova; in primo piano sulla destra, vi è la chiesa di Santa Croce e più lontano spunta la verde cupola di San Simeon piccolo. A sinistra inve dietro late mura spuntano le sommità delle facciate della chiesa del Corpus Domini e della scuola dei Nobili, seguono le facciate delle chiese di Santa Lucia e degli Scalzi prima che il canale curvandosi chiuda la veduta sotto al campanile di San Geremia.

## Stile e attribuzione
Il dipinto deriva da un dipinto del Canaletto realizzato probabilmente negli anni trenta e oggi disperso. Di questo soggetto esiste anche un disegno conservato nella Royal Collection a Windsor e ne esiste anche un disegno del Bellotto all'Hessisches Landesmuseum di Darmstadt. Questo dipinto fu invece eseguito da un pittore dell'ambito dell'artista. Le collezioni reali ritengono plausibile l'attribuzione ad un giovane Bellotto, nipote del celebre vedutista. La stessa veduta è stata incisa da Antonio Visentini nella seconda serie del Urbis Venetiarum prospectus celebriores pubblicata nel 1742, che riprendeva il dipinto originale del Canaletto venduto  e Venezia nell'Ottocento all'ultimo duca di Buckingam assieme ad altri 21 dipinti poi dispersi nella vendita del 1957. La parte destra della veduta è ripresa in un altro dipinto della National Gallery, Santa Croce sul Canal Grande, di un seguace del Canaletto.

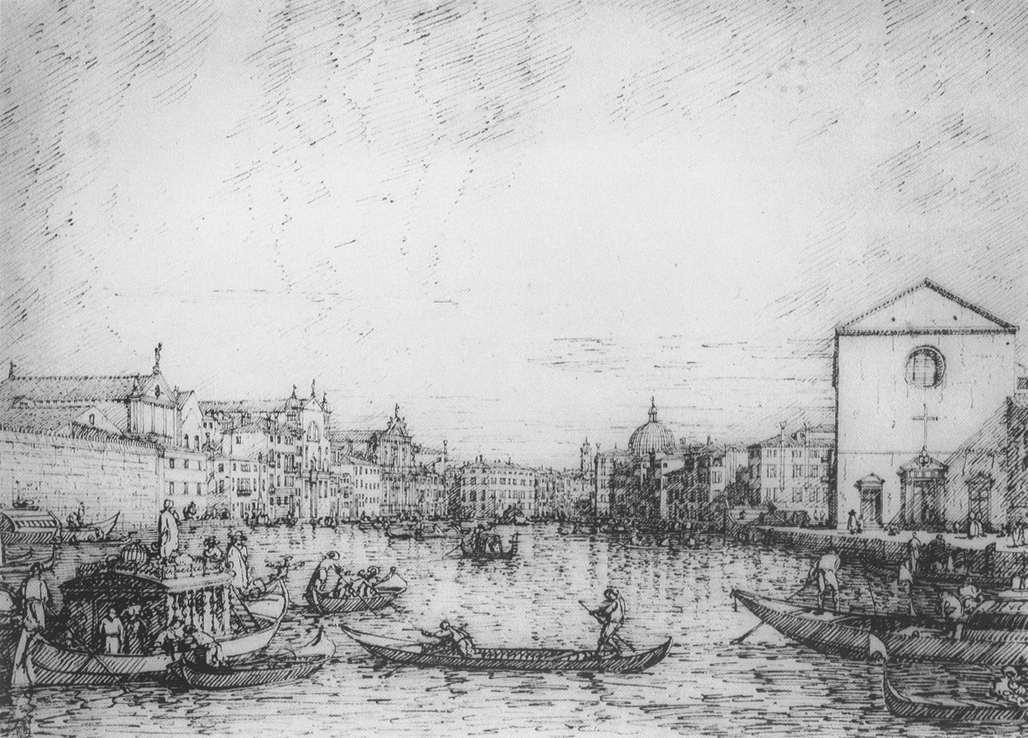
Canaletto, Il Canal Grande visto da nord-ovest, da Santa Croce a San Geremia, 1730-40 circa, Windsor, Royal Collection
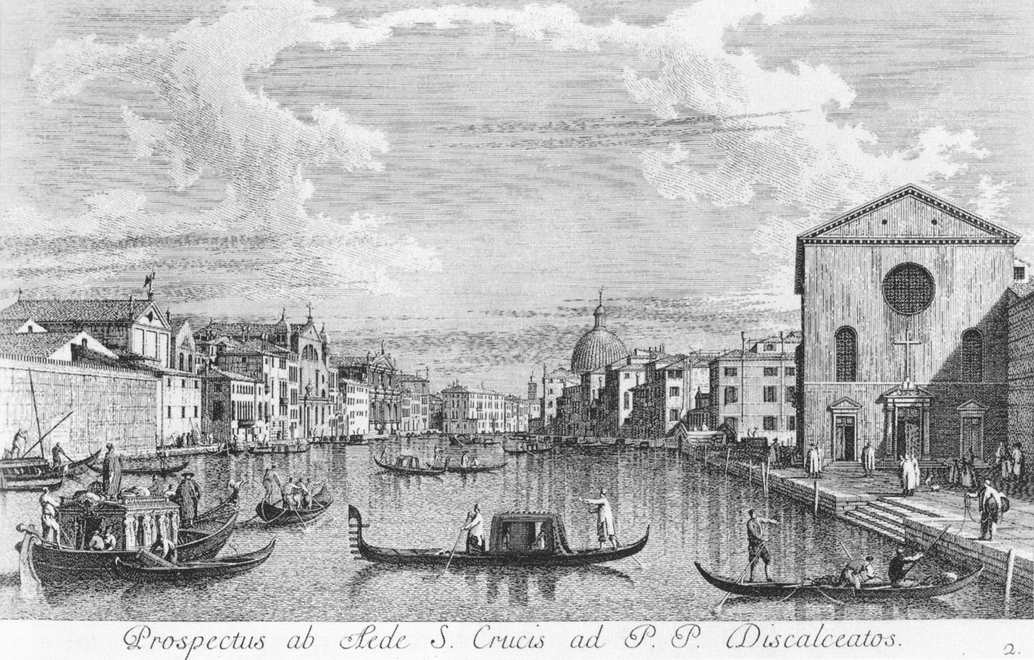
Antonio Visentini, Il Canal Grande da Santa Croce verso est, 1742, Windsor, Royal Collection
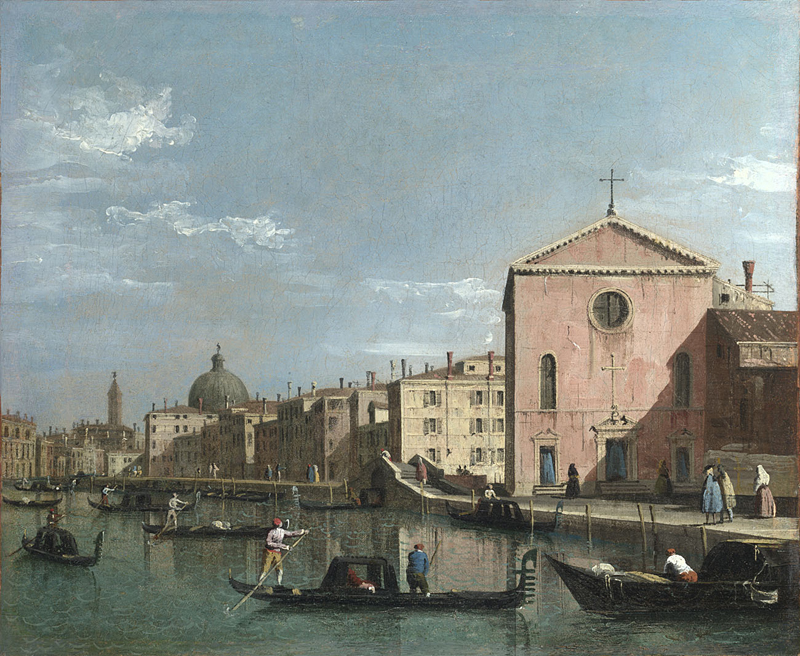
Seguace di Canaletto, Santa Croce sul Canal Grande, post-1738, Londra, National Gallery